# Treveri

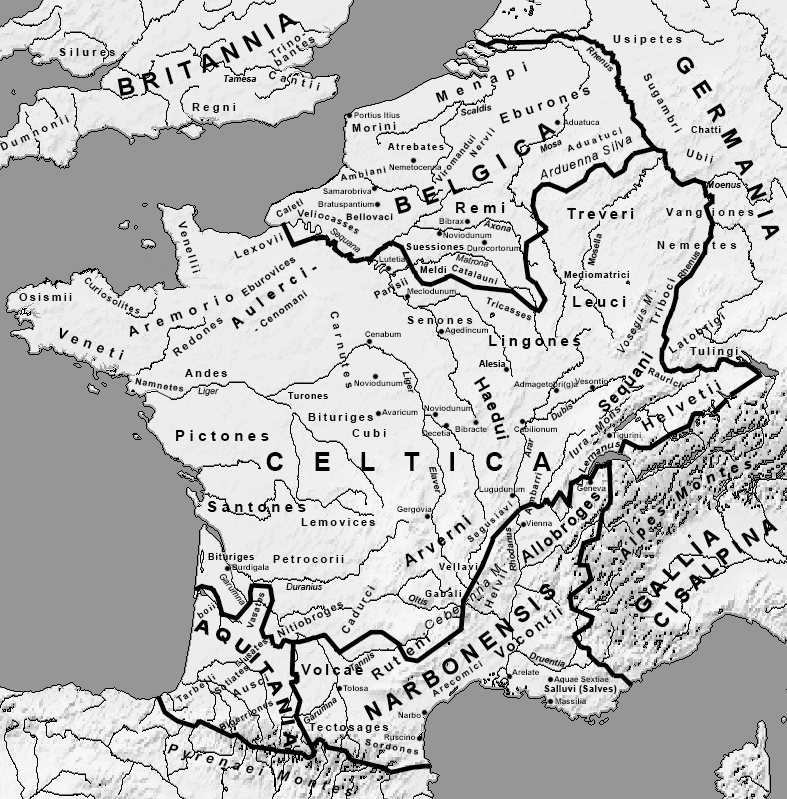
Gallië rond 54 v.Chr.; de Treveri woonden rond de benedenloop van de Moezel

De Trevi (of Treveri), in het Nederlands meestal bekend als Trevieren, waren een Keltische stam die bekend is uit de geschriften van Julius Caesar. Zij bewoonden het gebied rond Augusta Treverorum, de huidige stad Trier, vandaar de naam.
In zijn verovering van Gallia krijgt Caesar na een interne machtsstrijd tussen vorst Indutiomarus, die anti-Romeins was, en zijn schoonzoon Cingetorix, die pro-Romeins was, de steun van de cavalerie van de Trevi: in haar tijd niet de minste van kwaliteit. Na de overwinning van Caesar op de Galliërs betalen de Trevi een hoge prijs voor hun loyaliteit. Hun grondgebied wordt volledig geromaniseerd, wat leidt tot een uittocht van de belangrijkste families van de Trevi naar Germania.